# Oscar Ekström (skolman)
Nils Oscar Ekström, född den 9 december 1873 i Höörs församling, Malmöhus län, död den 11 juni 1950 i Malmö, var en svensk skolman. Han var far till Gunnar Ekström.
Ekström avlade folkskollärarexamen 1894 och genomförde därefter studieresor till Tyskland, Schweiz och Frankrike. Han var lärare vid Malmö folkskolor 1904–1909, ämneslärare vid kommunala mellanskolan 1909–1939, rektor för Malmö stads yrkesskola 1927–1930, lärare där 1935–1942 och tillförordnad rektor vid kommunala mellanskolan vid olika tillfällen. Ekström var ledamot av skolkommissionen 1918–1923, granskningsman för läroböcker i kristendom 1914–1930 samt ordförande i Kommunala mellanskolornas lärarförening 1929–1940 och i Malmö yrkesskolas lärarförening 1926–1940. Han blev riddare av Vasaorden 1931 och av Nordstjärneorden 1935.